# بنگوئلا
بنگوئلا (به انگلیسی: Benguela (Benguella)) شهری در استان بنگوئلا واقع در کشور آنگولا است که در سال ۲۰۰۹ میلادی ۱۳۱٬۲۸۱ نفر جمعیت داشته است.